# 豐滿葉唇魚
豐滿葉唇魚（學名：Ptychocheilus grandis），為輻鰭魚綱鯉形目雅羅魚科的其中一個種，分布北美洲美國加利福尼亞州洛杉磯河、薩克拉門托河-聖華金河、帕哈羅河-薩利納斯河、俄羅斯河、克利爾湖和皮特河上游流域，體長可達1.4公尺，壽命可達9年，棲息在溫暖、水質清澈，沙石底質的中大型河流和湖泊，屬大型掠食性魚類，以其他魚類為食，可做為食用魚。

## 扩展阅读
維基物種上的相關：豐滿葉唇魚